# 안제이 바르트코비아크
안제이 바르트코비아크(폴란드어: Andrzej Bartkowiak, 1950년 3월 6일 ~ )은 폴란드의 영화 촬영 기사이다. 일찍이 시드니 루멧 감독과 인연을 맺어, 루멧의 80-90년대 작품의 촬영을 전담하게 된다. 이후로는 로저 도널드슨과도 몇 번 작업을 같이 했다. 《로미오 머스트 다이》(2000)를 시작으로 감독으로서도 활동하고 있다. 직접 연출한 작품으로 《로미오 머스트 다이》, 《둠》(2005), 《스트리트 파이터: 춘리의 전설》(2009)이 있다.

## 연출 작품 목록

### 촬영 담당 영화
| 연도 | 제목                 | 원제                     | 감독                | 비고                 |
| ---- | -------------------- | ------------------------ | ------------------- | -------------------- |
| 1976 | 데들리 히어로        | Deadly Hero              | 이반 너지           |                      |
| 1981 | 도시의 제왕          | Prince of the City       | 시드니 루멧         |                      |
| 1982 | 죽음의 게임          | Deathtrap                | 시드니 루멧         |                      |
| 1982 | 심판                 | The Verdict              | 시드니 루멧         | 아카데미 촬영상 후보 |
| 1983 | 다니엘               | Daniel                   | 시드니 루멧         |                      |
| 1983 | 애정의 조건          | Terms of Endearment      | 제임스 L. 브룩스    | 아카데미 촬영상 후보 |
| 1984 | 가보 토크            | Garbo Talks              | 시드니 루멧         |                      |
| 1985 | 프리찌스 오너        | Prizzi's Honor           | 존 휴스턴           | 아카데미 촬영상 후보 |
| 1986 | 파워                 | Power                    | 시드니 루멧         |                      |
| 1986 | 살의의 아침          | The Morning After        | 시드니 루멧         |                      |
| 1987 | 너츠                 | Nuts                     | 마틴 릿             |                      |
| 1988 | 트윈스               | Twins                    | 아이번 라이트먼     |                      |
| 1989 | 패밀리 비즈니스      | Family Business          | 시드니 루멧         |                      |
| 1990 | 사랑과 슬픔의 맨하탄 | Q&A                      | 시드니 루멧         |                      |
| 1991 | 사랑의 약속          | Hard Promises            | 마틴 데이비드슨     |                      |
| 1992 | 유태교 살인사건      | A Stranger Among Us      | 시드니 루멧         |                      |
| 1993 | 폴링다운             | Falling Down             | 조엘 슈매커         |                      |
| 1993 | 의혹의 함정          | Guilty as Sin            | 시드니 루멧         |                      |
| 1994 | 스피드               | Speed                    | 얀 더본트           |                      |
| 1995 | 아프리카에서         | A Good Man in Africa     | 브루스 베레스포드   |                      |
| 1995 | 모정                 | Losing Isaiah            | 스티븐 질런홀       |                      |
| 1995 | 스피시즈             | Species                  | 로저 도널드슨       |                      |
| 1995 | 제이드               | Jade                     | 윌리엄 프리드킨     |                      |
| 1996 | 로즈 앤 그레고리     | The Mirror Has Two Faces | 바브라 스트라이샌드 |                      |
| 1997 | 단테스 피크          | Dante's Peak             | 로저 도널드슨       |                      |
| 1997 | 데블스 애드버킷      | The Devil's Advocate     | 테일러 핵퍼드       |                      |
| 1998 | 도망자 2             | U.S. Marshals            | 스튜어트 베어드     |                      |
| 1998 | 리썰 웨폰 4          | Lethal Weapon 4          | 리처드 도너         |                      |
| 2000 | 가십                 | Gossip                   | 데이비스 구겐하임   |                      |
| 2010 | D-13                 | Thirteen Days            | 로저 도널드슨       |                      |
| 2011 | 트레스패스           | Trespass                 | 조엘 슈매커         |                      |